# Ḫarǧa
Das arabische Wort Ḫarǧa (arabisch خرجة, DMG Ḫarǧa ˈxardʒa ‚Ausgang, Schluss‘, spanisch jarcha [ˈxartʃa]) bezeichnet in der romanistischen, arabistischen und hebraistischen Literaturwissenschaft die Schlussverse, das letzte « qufl », eines arabischen oder hebräischen Muwaschschah-Gedichtes aus al-Andalus.
Für die romanistische Sprach- und Literaturwissenschaft stellte im Jahre 1948 die Veröffentlichung zwanzig „romanischer“ Ḫarǧas in hebräischen Muwaschschah-Gedichten durch den Hebraisten Samuel Miklas Stern eine Sensation dar, die bis heute kontrovers diskutiert wird.
Die älteste romanische Ḫarǧa, „H18“ nach der Klassifikation von S. M. Stern, tnt 'm'ry tnt 'mry (תנת אמרי תנת אמרי) wird auf vor 1042 datiert. Es handelt sich um die altspanischen Schlussverse eines panegyrischen Muwaschschah-Gedichtes, die in hebräischen Schriftzeichen geschrieben sind. Im zitierten Artikel von Stern (1948) ist das hebräische Konsonanten-Schriftbild abgedruckt, während spätere Autoren, die sich mit dem Thema beschäftigt haben, in der Regel nur im lateinische Alphabet edierten. So auch der spanische Arabist Emilio García Gómez in seinem Werk Las jarchas de la serie árabe en su marco mit dem Untertitel Edition in lateinischen Buchstaben. Inzwischen sind ca. 70 romanische Ḫarǧas gefunden worden.
Hier, linear angeordnet, 1) der Originaltext in hebräischen Schriftzeichen, 2) die Transliteration der hebräischen Konsonantenschrift ins lateinische Alphabet, 3) eine mögliche Vokalisierung, d. h. Transkription, 4) Übersetzung ins heutige Spanisch, 5) Übersetzung ins Deutsche:
1 תנת אמרי תנת אמרי

2 חביב תנת אמרי

3 אנפרמירון וליוש גידש

4 ידולן תן מאלי
tnt 'm'ry tnt 'mry

hbyb tnt 'm'ry

'nfrmyrwn wlywš gydš

ydwln tn m'ly.
¡Tant' amare, tant' amare,

habibi, tant' amare!

enfermeron welyoš gayados

ya duolen tan male.
¡Tanto amar, tanto amar,

amigo mío, tanto amar!,

[que] enfermaron los ojos llorosos,

ya duelen mucho.
Soviel lieben, soviel lieben,

mein Freund, soviel lieben,

krank wurden [meine] verweinte[n] Augen,

sie schmerzen schon so sehr.
Diese romanische Ḫarǧa, „H18“ der Klassifikation von S. M. Stern folgend, bildet die beiden Schlussversen der letzten, der sechsten Strophe eines panegyrischen Muwaššaḥ, das der jüdische Dichters Yosef al-Katib vor dem Jahre 1042 gedichtet hat. Somit ist erwiesen, dass romanische Ḫarǧas um ein halbes Jahrhundert älter sind als die altprovenzalischen cansos des ersten bekannten Trobadors, des Herzogs von Aquitanien und Grafen von Poitiers Wilhelm IX.:

„Bald wurde diese Dichtungsgattung (Muwaschschah) im islamischen Spanien beliebt. Die älteste erhaltene romanische Ḫarǧa steht in einer Muwaššaḥa, die vor dem Jahre 1042 entstanden ist. Damit kommen wir ein halbes Jahrhundert hinter die ältesten Trobadorlieder, die von Wilhelm von Aquitanien etwa um 1100 verfasst wurden.“

Die „romanischen“ Ḫarǧas sind zwar wie der übrige Muwaschschah-Text in semitischen Zeichen gehalten, in arabischer oder hebräischer Schrift. Aber sie enthalten einen altspanischen Text in mozarabischem Dialekt. Der mozarabische Dialekt ist zwar romanisch, aber stark arabisiert. Es handelt sich um eine Mischsprache.
Werden altspanische Texte mit semitischen Zeichen geschrieben, so spricht man von Aljamiado-Schreibweise.
So sind in den Ḫarǧas romanische Vokabeln mit arabisch-andalusischen Dialektwörtern und Neubildungen zu einer Art makkaronischen Dichtung vermengt.
Inwieweit es sich bei diesen „romanischen“ Ḫarǧas um präexistente romanische Volkslyrik handelt oder ob sie von dem jeweiligen Muwaschschah-Dichtern erfunden wurden, ist nach wie vor unter den Gelehrten umstritten.

## Die Ḫarǧa – ein Gedicht im Gedicht
Das Muwaschschah ist eine im maurischen al-Ándalus entstandene Strophen-Gedichtart mit festem Reimschema, die in arabischer oder hebräischer Hochsprache gehalten ist. Die Ḫarǧa, die Schlussverse der letzten Strophe, weicht indes von der sprachlichen Norm der übrigen Gedichtszeilen ab. Sie ist entweder in arabisch-andalusischer Umgangssprache, in mozarabischer Mischsprache oder – was seltener ist – vollständig auf Altspanisch gedichtet. Dieses Code-Switching, der plötzliche Wechsel von einer Sprache oder Sprachebene in eine andere, bildet eine Diskontinuität, einen Bruch im Gesamtgedicht, was der Ḫarǧa einen besonderen Stellenwert innerhalb eines Muwaschschahs verleiht.
Der mittelalterliche ägyptische Literaturtheoretiker Ibn Sana al-Mulk (1155–1211) rühmt im Vorwort (Über die Technik des Muwaššaḥ) seiner Muwaschschah-Anthologie, Dar al-ṭirāz, diese eigentümlichen Schlussverse, die Ḫarǧa, in den höchsten Tönen:

„Die Ḫarǧa ist der Glanzpunkt des Muwaššaḥ, sein Salz, sein Zucker, sein Moschus, sein Ambra; sie ist der Ausgang und der muss besonders lobenswert sein, sie ist der Schluss, nein, vielmehr die Einleitung, obwohl sie am Ende steht; wenn ich sage: die Einleitung, so heißt das, dass vor allem anderen auf sie der Sinn des Dichters gerichtet sein muss; sie muss der, der ein Muwaššaḥ dichten will, zuerst anfertigen, bevor er durch Versmaß oder Reim gebunden ist, in einem Augenblick, wo er frei und ungebunden, vergnügt und sorgenlos ist. Er hat ja den Grund gefunden, er hat den Schwanz und setzt den Kopf darauf.“

Der umgangssprachliche oder – wie im Falle der altspanischen Ḫarǧas – gemischtsprachige oder gar fremdsprachige Charakter der Ḫarǧa verleiht der Dichtung besonderes Lokalkolorit. So formt die Ḫarǧa einen Fremdkörper, sie ist sozusagen ein Gedicht im Gedicht, meistens in Form eines klagenden Frauenliedes.
Die ersten Verse der letzten Strophe eines Muwaschschah-Gedichtes (arabisch tamhid, Worte des Übergangs) leiten – in arabischer oder hebräischer Hochsprache – die Ḫarǧa ein, sowohl thematisch als auch durch eine Inquit-Formel, ein verbum dicendi. Es spricht oft ein verliebtes Mädchen, das sich an den Geliebten wendet oder eine Vertraute anredet, die Mutter, eine Freundin oder Schwester: und das verliebte Mädchen "sagte/malte/klagte/sang" – in der Sprache der Christen (um das Code-Switching einzuleiten). Das Mädchen ist von Liebe überwältigt, ratlos. Es besingt die Schönheit des Geliebten, lockt ihn zur Liebe:
1 Non t'amaréy, illa kon al-šarti

2 'an tayma` jalja'li ma`a qurti
Ich werde dich lieben unter der Bedingung,

Dass du meine Fußreifen mit meinen Ohrringen vereinigst.
Motivgleiche volkstümliche Lieder, in denen verliebte Mädchen die Sehnsucht nach ihrem Geliebten besingen, finden sich auch in alt-galicisch-portugiesischen Cantigas de amigo wieder. Deshalb wurde seit der Entdeckung (1948) der altspanischen Ḫarǧas oft angenommen, dass die arabischen und hebräischen Dichter aus al-Ándalus sich bei der Gestaltung ihrer Ḫarǧas von eigenständigen romanischen Volksliedchen inspirieren ließen. Die altspanische Ḫarǧa wäre demnach ein zitiertes romanisches Gedicht im orientalischen Gedicht. Diese Auffassung wird als Beleg für die These herangezogen, es habe bereits lange vor der ersten bekannten Trobadorlyrik eines Wilhelm IX. von Poitiers (um 1100) eine eigenständige romanische Volksyrik auf der Iberischen Halbinsel gegeben. Die früheste altspanische Ḫarǧa wird auf vor 1042 datiert. Somit wären die mozarabischen Ḫarǧas nicht nur die ältesten vollständig erhaltenen Texte iberoromanischer Sprachformen, sondern auch die frühesten Zeugnisse lyrischer Dichtung in romanischer Sprache schlechthin. Der Romanist und Aljamiadoforscher Reinhold Kontzi vertritt in einem Aufsatz aus dem Jahre 1980 diese romanische Ursprungstheorie:

„Man kann nun mit Sicherheit sagen, dass lange vor der ersten bekannten Troubadourlyrik eine romanische Volkslyrik auf der Iberischen Halbinsel bestand. […] Man sieht heute ganz deutlich Verbindungen zwischen der Lyrik der Ḫarǧas, den galicisch-portugiesischen cantigas d’amigo und den kastilischen villancicos des 15. Jhs. Ja wir dürfen die Volksdichtung, die in den mozarabischen Ḫarǧas zutage tritt, in Verbindung bringen mit den Refrains Nordfrankreichs [ Virelai ] und den Strambotti Italiens.“

## Schwierigkeiten bei der Entzifferung der Aljamiado-Verse
Die Überlieferung andalusischer Mädchenlieder, frühester Fragmente romanischer Lyrik aus dem 11. Jh., erreichte die Romanistik erst im Jahre 1948, also mit 900 Jahren Verspätung. Der Entdecker dieser altspanischen Ḫarǧas, der ungarische Hebraist Samuel Miklos Stern (1920–1969), interessierte sich für die in orientalischer Literatur selten anzutreffende Strophengedicht-Gattung Muwaššaḥ. Er war in den Werken der Arabisten Martin Hartmann und Julián Ribera auf die Muwaschschah-Anthologie Dar al-tiraz des arabischen Dichters Ibn Sana al-Mulk (1155–1211) aufmerksam gemacht worden. In deren Vorwort, einer Poetik Über die Technik des Muwaššaḥ, stellt Ibn Sana al-Mulk die Theorie auf, dass die Dichtungsgattung des Muwaschschah im maurischen al-Ándalus erfunden worden sei. Zudem seien manche ihrer Ḫarǧas sogar in romanischer Volkssprache gehalten. Bisher hatte man aber noch nirgendwo ein Muwaschschah-Manuskript mit solchen romanischen Ḫarǧas gefunden. Als S. M. Stern bei der Lektüre von Muwaššaḥas des mittelalterlichen sephardischen Dichters Jehuda ha-Levi auf rätselhafte Ḫarǧas stieß, deren konsonantische Reihenfolge im Hebräischen keinerlei Sinn ergab, kam er auf den Gedanken, dass es sich hier eventuell um diese vermuteten Schlussverse in andalusisch-romanischer Umgangssprache handeln könnte. Die ältesten hebräischen Manuskripte mit Muwaschschah-Gedichten stammen aus Funden, die Ende des 19. Jh. in der Geniza der Ben-Esra-Synagoge zu Fostat (Alt-Kairo) gemacht worden waren.
Die Entzifferung dieser in Aljamiado-Schreibweise überlieferten Ḫarǧas ist mit besonderen Schwierigkeiten verbunden. Man muss bedenken, dass die romanischen Jarchas in hebräischer oder arabischer Konsonantenschrift überliefert sind. Es fehlen die Vokale. Zudem handelt es sich bei den Muwaschschah-Manuskripten um Abschriften, die nicht aus al-Ándalus, sondern aus dem Orient stammen. Den orientalischen Kopisten, die kein Spanisch verstanden, mussten die romanischen Jarchas rätselhaft erscheinen. Insofern kam es gewiss zu Kopierfehlern im Konsonantentext. Deshalb sind sich die Hebraisten, Arabisten und Romanisten, die seit 1948 versuchen, den altspanischen, revokalisierten Text wiederherzustellen, bei den Konjekturen, Emendationen und Interpretationen nicht einig. Eine Kompilation solcher unterschiedlicher Lesarten hat Alma Wood Rivera in ihrer Diplomarbeit zusammengestellt.

## Textbeispiel: eine romanische Ḫarǧa aus der arabischen Serie
Hier als Beispiel eine mozarabische Ḫarǧa aus einer arabischen Muwaschschaha. Liebesgedichtes des andalusisch-arabischen Dichters Muhammad ibn 'Ubada (11. Jh.), Ḫarǧa Nr. 22 (Stern und Heger), Nr. I (García Gómez), Nr. XI (Solà-Solé), Nr. 1 (Alan Jones), Nr. 23 (Alma Wood Rivera).
1) Originaltext in arabischen Zeichen, Ms. Colin
2) Transliteration der arabischen Konsonantenschrift ins lateinische Alphabet, was eine konsonantische Sequenz entstehen lässt, die in der arabischen Sprache keinen Sinn ergibt.
3) Vokalisierung (Schrift) nach philologischer Interpretation, so dass diese Transkription den hypothetischen altspanischen Originaltext wieder erscheinen lässt.
4) Übersetzung ins heutige Spanisch
5) Übersetzung ins Deutsche
Alan Jones übersetzt die tamhid oder agsan, also die arabischen Verse des Übergangs, welche dieser altspanischen Ḫarǧa vorausgehen und sie einleiten, wie folgt:

“Many a maiden has continued to complain of someone who is unjust –

Alas for the one who is tied to the rope of someone who is not helpful –

When she has seen him delay the fulfilment of his promise while she is smitten with passion;

She has sung, when the only hope has been to go out to him:

(The kharja then follows).”

„So manches Mädchen hat unaufhörlich über jemanden geklagt, der ungerecht ist –

Weh dem, der an die Kette gefesselt ist  von jemandem, der nicht hilfsbereit ist –

Wenn sie dann gesehen hat, wie er die Erfüllung seines Versprechens hinauszögert, während sie leidenschaftlich in ihn vernarrt ist.

So begann sie zu singen, wenn die einzige Hoffnung darin bestand, auf ihn  zuzugehen:

(Es folgt die Ḫarǧa):“

1 من سيدي عبرهيم‎

2 يا نومن دلج‎

3 بنت ميب‎

4 دي نخت‎

5 أن نون شنون كرش‎

6 يريم طيب‎

7 غرمي عوب‎

8 لغرت‎
1 mn sydy ’br’hym

2 y‘ nw’mn dlǧ

3 b'nt myb

4 dy nḫt

5 ’n nwn šnwn k’rš

6 yrym tyb

7 grmy ’wb

8 lgrt
Ven çidi Ibrahim,

yá nuemne dolche;

vent a mib

de nojte

in non, si non queres,

ireym’ a tib.

Gárreme a ob

ligarte.
Ven dueño Ibrahim,

¡oh, nombre dulce!

vente a mí

de noche;

si no, si no quieres

iré yo a ti.

Dime a dónde

[puedo] unirme [contigo].
Komm mein Herr Ibrahim,

o süßer Name!

Komm zu mir

bei Nacht;

wenn nicht, wenn du nicht willst,

werde ich zu Dir kommen.

Sag’ mir, wo

ich mich [mit Dir] vereinen [kann].

## Zur Editionsgeschichte der altspanischen Ḫarǧas
1948 veröffentlicht Samuel Miklos Stern zwanzig mozarabische Ḫarǧas, die er in hebräischen Muwaschschahat als altspanische Texte erkannt hatte. Sein auf Französisch geschriebener Aufsatz in einer Fachzeitschrift spanischer Arabisten: Al-Andalus. Band XII, 1948, S. 299–346, trägt die Überschrift:

« Les vers finaux en espagnol dans les Muwaššaḥ s hispano-hébraïques. Une contribution à l'histoire du Muwaššaḥ et à l’étude du vieux dialecte espagnol ‘mozarabe’. »

„Die spanischen Schlussverse in den hispano-hebräischen Muwaššaḥas. Ein Beitrag zur Geschichte des Muwaššaḥas und zum Studium des altspanischen Dialektes ‚Mozarabisch‘.“

Dieser Artikel war eine Sensation und löste eine Lawine von Veröffentlichungen und Kontroversen in der arabistischen und romanistischen Fachwelt aus, die auch heute nach 60 Jahren noch nicht zu einem Ende gelangt sind. So konnte bereits im Jahre 1977 der britische Arabist Richard Hitchcock in seiner kritischen Bibliographie über 250 Bücher und Artikel verzeichnen, die sich seit Sterns Aufsatz aus dem Jahre 1948 mit der Ḫarǧa-Thematik befassten.
1952 veröffentlicht der spanische Arabist Emilio García Gómez (1905–1995), Herausgeber der Zeitschrift Al-Andalus, 24 altspanische Ḫarǧas, die er in andalusisch-arabischen Muwaschschahat glaubte entdeckt zu haben. Er ediert sie analog zu Samuel M. Stern, d. h., er transliteriert und transkribiert den arabischen Text ins lateinische Alphabet und interpretiert die Verse als Fragmente einer eigenständigen romanischen Lyrik.
1960 erscheint die Ausgabe von Klaus Heger: Die bisher veröffentlichten Ḫarǧas und ihre Deutungen, in welcher er sämtliche Lesevarianten und Interpretationen aller bis dahin bekannten Jarchas zusammenstellt.
1965 gibt Emilio García Gómez sein Buch Las jarchas romances de la serie árabe en su marco heraus (deutsch: die romanischen Ḫarǧas aus den arabischen Manuskripten in ihrem Kontext), in dem er die vollständigen arabischen Muwaschschah-Gedichte, aus denen die altspanischen Ḫarǧas stammten, transliterierte und nachdichtete, um sie aus dem gesamtpoetischen Kontext heraus interpretieren zu können und um sie auch Nicht-Orientalisten, insbesondere Romanisten, zugänglich zu machen.
1973 sät der britische Arabist Richard Hitchcock erste Zweifel an der Richtigkeit der Rekonstruktion der Ḫarǧas durch Emilio García Gómez. Eine eindeutige Interpretation der Konsonantensequenzen in den Aljamiadotexten der Muwaschschahat sei nicht möglich. Er plädiert für die orientalische Ursprungstheorie der bilingualen Jarchas, deren romanischen Einsprengsel den Muwaschschahat lediglich Lokalkolorit verleihen sollten. Allerdings stützt er seine Kritik lediglich auf die arabischen Manuskripte und lässt die eindeutigeren hebräischen Aljamiadotexte beiseite.
1977 erscheint die kritische Bibliographie des britischen Arabisten Richard Hitchcock.
1980 kritisiert der britische Arabist Alan Jones die bisherigen Ḫarǧa-Interpretationen in der gleichen Richtung wie sein Kollege Hitchcock. Er bestreitet zudem die These, dass die Ḫarǧas romanischer Metrik folgten. Richard Hitchcock fordert die Rückkehr zu den arabischen Original-Manuskripten und mahnt eindringlich eine kritische paläographische Faksimile-Ausgabe der „so-called Romance kharjas“ an:

„The long honeymoon period when the original texts have remained seemingly immune from critical scrutiny has now to be brought to an end. […] Clearly the whole of kharja scholarship stands or falls on the reliability of the available manuscript texts.“

1988 veröffentlicht Alan Jones eine erste paläographisch exakte Ausgabe und Analyse aller 42 bisher in arabischen Muwaschschahat entdeckten romanischen Ḫarǧas. Sie bietet auch Romanisten, die nicht der arabischen Schrift und Sprache mächtig sind, eine zuverlässige textkritische Arbeitsbasis.
Die ersten Verse der letzten Strophe des Muwaschschah-Gedichtes (arabisch tamhid, Worte des Übergangs), welche die romanische Jarcha sowohl thematisch als auch durch eine Inquit-Formel (verbum dicendi) als zitiertes Mädchenlied – in arabischer Sprache – einleiten, werden jeweils vollständig in Faksimile und in Transliteration wiedergegeben. Die Ḫarǧa-Sektionen selbst werden anschließend Buchstabe für Buchstabe genauestens analysiert. Zuerst wird eine rein konsonantische Transliteration vorgenommen, wobei Lesarten, Konjekturen und Emendationen unter Berücksichtigung metrischer Kriterien erörtert werden. Anschließend werden mögliche Vokalisierungen kritisch kommentiert, wobei nicht immer ein vollständiger altspanischer Text zustande kommt.
So wurden 1988 die arabischen Aljamiadotexte zum ersten Male in Faksimiles der Originalmanuskripte der Öffentlichkeit zugänglich gemacht – erst vierzig Jahre nach ihrer Entdeckung. Eine solche paläographisch exakte Edition und Analyse der romanischen Jarchas aus den hebräischen Manuskripten lässt noch bis heute (2010) auf sich warten.
1994 präsentiert der spanische Romanist und Arabist Álvaro Galmés de Fuentes (S. 30 ff) als Reaktion auf die Vorwürfe seiner britischen Kollegen R. Hitchcock und A. Jones seine Edition von 28 Jarchas (12 aus arabischen und 16 aus hebräischen Muwaschschahat), die er als „perfekt oder quasi perfekt“ bezeichnet.
1996 erscheint ein Ergänzungsband zur kritischen Bibliographie von Richard Hitchcock (zwei Teile): Part I. Books and articles in European languages und Part II. Books and articles in Arabic. Die Autoren sind Richard Hitchcock and Consuelo López-Morillas: The Kharjas: A critical bibliography. Supplement N° 1 (siehe Weblinks).
1998 ediert der spanische Arabist Federico Corriente das vollständige Corpus aller 68 bislang bekannt gewordenen altspanischen Ḫarǧas: 42 aus arabischen und 26 aus hebräischen Muwaschschahat.
2004 bringen Henk Heijkoop and Otto Zwartjes eine umfangreiche Bibliographie zu den Themen Muwaššaḥ, Zagal und Ḫarǧa heraus – mit fast 3000 einschlägigen Titelangaben.

## Zum Vorwurf der Textmanipulationen in den Ḫarǧa-Editionen Emilio García Gómez’
In seiner 1988 erschienenen paläographischen Analyse der romanischen Ḫarǧas erhob Alan Jones gegenüber Emilio García Gómez den Vorwurf der Textmanipulation:

„Not one transcription [in Emilio García Gómez: Venticuatro jarchas. 1952] is completely accurate. In some cases, to be fair, the deviations concern only minor matters of vocalization, but in others the errors are serious. […] All who have relied on them have been perforce misled.“

Im hohen Alter von 86 Jahren erwiderte Emilio García Gómez selbst mit einer hundertseitigen Streitschrift: El escándalo de las jarchas en Oxford auf die scharfen Vorwürfe Alan Jones’ und versucht, sie – zur Sache argumentierend – in allen Punkten zu entkräften.
Auch Otto Zwartjes fand Jones’ scharfe Kritik am Werk und „ad hominem“ des Jarcha-Pioniers überzogen, zumal Emilio García Gómez selbst in seinen Schriften stets den vorläufigen Charakter seiner Ḫarǧa-Editionen betont hatte.

“When I re-read the versions in the Arabic characters of García Gómez, comparing the Romance kharjas with the versions in the new edition of Jones, I came to the conclusion that the work done by García Gómez was not as bad as Jones claims. […] Jones’ criticism is mainly based on the vocalization and interpretation of the texts.”

## Zur Debatte um dieUrsprungsfrage: Romanische Volkslyrik oder arabische Kunstdichtung?
Die Frage, ob die Ḫarǧas wirklich auf eine romanische Volkslyrik zurückgehen, ist bis heute (2010) noch keineswegs entschieden.
Für die romanische Ursprungsthese spricht zum einen die motivliche Verwandtschaft der Jarchas mit den Cantigas de amigo, was auf eine iberoromanische Traditionslinie hindeutet. Zum andern kennt die orientalische Lyrik keine solchen Frauenlieder, in denen verliebte Mädchen ihre Liebe bekunden:

«[…] el código „amoroso“ escolar de las jarchas, que hace especial referencia […] a los temas de la canción de la doncella amante es ignorado por la tradición islámica, que considera estas canciones de doncella características de los ajam (no árabes), según el testimonio preciso del escritor tunecino Ibn Rasiq, del siglo XI.»

„[…] das literarische Motiv des Frauenliedes ist der islamischen Tradition unbekannt. Gemäß einem einschlägigen Zeugnis des tunesischen Schriftstellers Ibn Rasiq, 11. Jh., sind Lieder verliebter Mädchen ein typisches Thema nicht-arabischer Dichtung.“

Diese Meinung vertritt auch Stacey L. Parker Aronson:

„What surprises many readers who possess preconceived notions about Muslim women and their place within Muslim society is the candor with which female desire is expressed in the jarchas.“

„Was viele Leser, die vorgefasste Meinungen über muslimische Frauen und ihren Platz in der muslimischen Gesellschaft haben, überrascht, ist die Offenheit, mit der das weibliche Begehren in den Jarchas zum Ausdruck gebracht wird.“

Die britischen Arabisten Richard Hitchcock und Alan Jones vertreten hingegen die Hypothese eines arabischen Ursprungs und argumentieren, dass nach ihren Untersuchungen die Ḫarǧas der arabischen Metrik folgen und nicht, wie zuvor angenommen, der romanischen. Richard Hitchcock vertritt sogar eine radikale arabische Ursprungstheorie: die Ḫarǧas seien gar nicht in Altspanisch, sondern in andalusischem Vulgärarabisch mit vielen romanischen Einsprengseln geschrieben.
Der spanische Romanist und Arabist Álvaro Galmés de Fuentes hält dagegen die Meinung aufrecht, wonach es sich bei den Jarchas sehr wohl um Fragmente einer eigenständigen romanischen Liebeslyrik handele. Er wirft den Vertretern der arabischen Ursprungstheorie vor, die hebräischen Textzeugen zu vernachlässigen. Dass sich romanische Jarchas in sehr ähnlichen Varianten in arabischen und hebräischen Muwaschschahat wiederfänden, sei nicht anders als durch die Annahme zu erklären, dass ihnen präexistente altspanische Liedverse zugrunde liegen, die uns auf diese kryptische Weise überliefert wurden und die in derselben Tradition wie die galicisch-portugiesischen Cantigas de amigo und altspanischen Villancicos stehen. Die Ḫarǧas seien die ältesten Fragmente romanischer Lyrik überhaupt, älter als die kunstvolle Trobador-Lyrik des okzitanischen Frankreichs und die Lieder des „ersten Troubadours“ Wilhelm von Aquitanien (um 1100).

## Altniederländische Chardcha
2006 haben Peter Dronke und Frits van Oostrom aufgrund von strukturellen Parallelen die Hypothese etabliert, der 1933 im englischen Kent entdeckte altniederländische Liedvers Hebban olla vogala, der als das älteste Zeugnis der niederländischen Literatur angesehen wird, sei ebenfalls ein Mädchenlied im Sinne eines Ḫarǧa-Verses und dementsprechend einer weiblichen Stimme zuzuordnen.